# Guaybaná
Guaybaná o Agueybaná, era un cacique Taino de la isla de Borikén.
Fue uno de los que en el 1508 le dieron la bienvenida a los españoles que llegaron con Juan Ponce de León.  Sin embargo, en el 1511, Guaybaná también fue el que utilizó un areito para convocar a los otros caciques a una guerra contra el asentamiento español de Sotomayor y la colonización extranjera en la isla.  Guaybaná no sobrevivió al encuentro.  
Desde los comienzos del movimiento indigenista en el siglo XIX, la figura de Guaybaná ha resultado como un ancla a las memorias anticoloniales y una expresión de nacionalismo criollo.